# Bethlem Royal Hospital
O Bethlem Royal Hospital of London (Santa Maria de Belém) é o hospital psiquiátrico mais antigo do mundo.

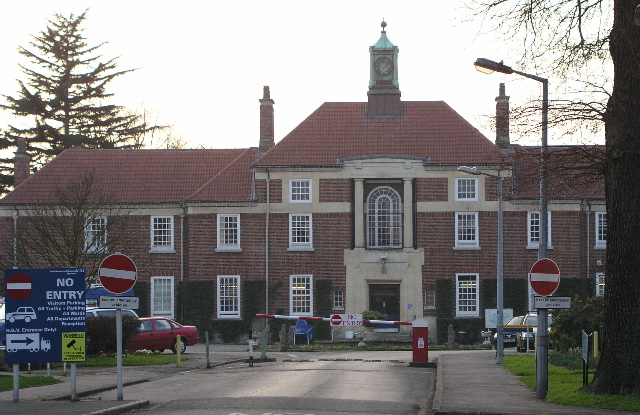
Bethlem Royal Hospital de Londres

## História
Bethlem é considerado o mais antigo hospital psiquiátrico ainda em funcionamento do mundo e faz parte de Londres desde 1247, inicialmente como priorado para freiras da Ordem da Estrela de Belém. Em 1330 é mencionado como hospital e em 1377 passou a admitir doentes mentais, embora em 1403 contasse apenas com 9 pacientes. As condições eram consideradas péssimas e o cuidado com os doentes principalmente restritivo. Pacientes violentos ou perigosos eram acorrentados ao chão ou às paredes. A alguns era permitido sair do hospital e mendigar. Era um hospital real, mas controlado pela Cidade de Londres após 1557.

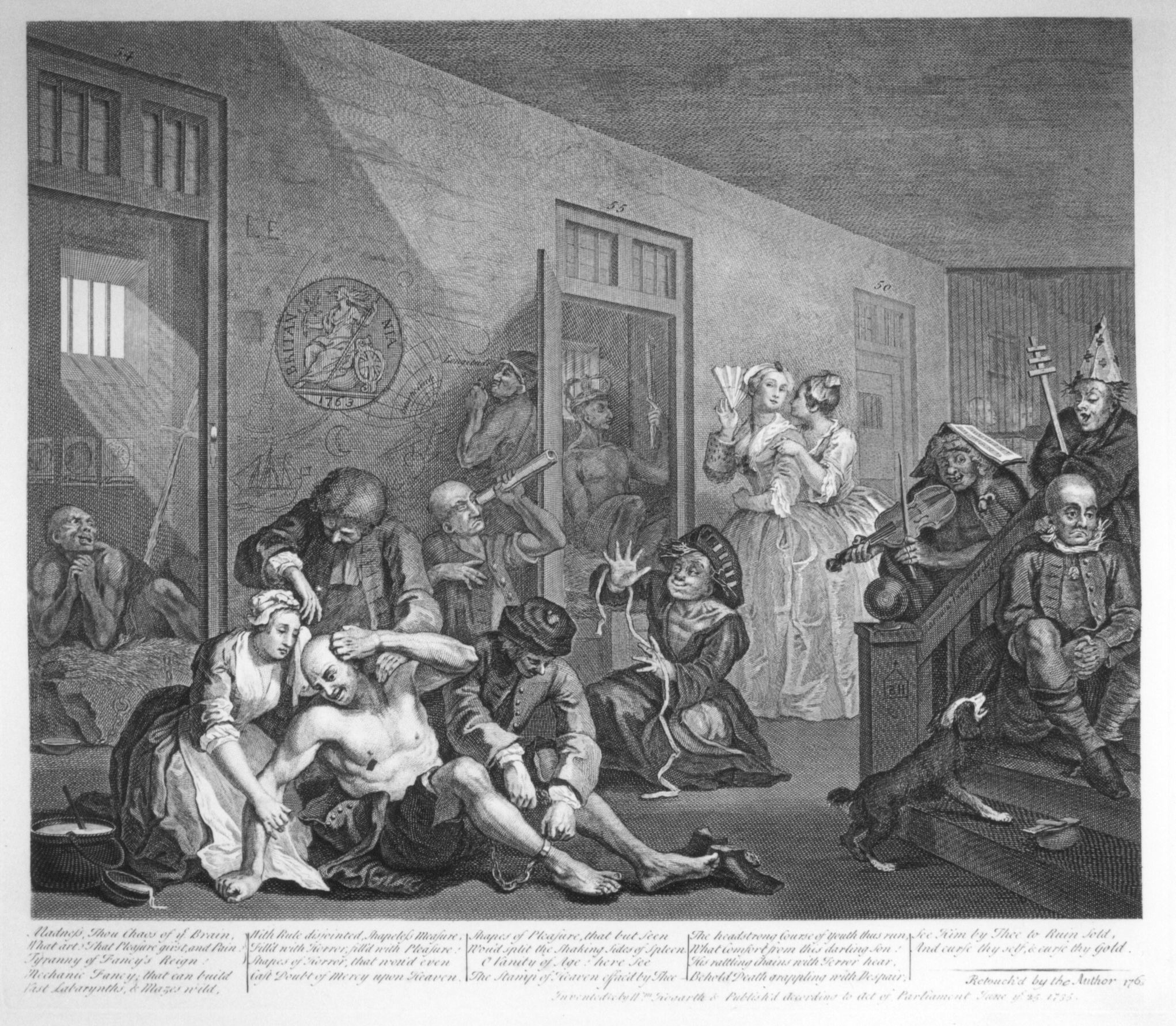
Cena do Bethlem Royal Hospital William Hogarth

O Hospital ficou famoso pela forma brutal como tratava os doentes mentais. No século XVIII, as pessoas costumavam ir ao hospital para ver os "lunáticos". Eles eram colocados em jaulas e aos visitantes era permitido cutucar os hospitalizados com varas longas, como se fossem animais, podendo olhar dentro das celas, rir dos "espetáculos", geralmente de natureza sexual ou lutas violentas. A entrada era gratuita na primeira terça-feira de cada mês. Em 1814 ocorreram 96 000 visitas deste gênero.
Os lunáticos foram chamados pacientes pela primeira vez em 1700 e enfermarias "para curáveis" ou "incuráveis" foram abertas em 1725-34 Muitos dos pacientes. não tinham nem mesmo motivos de serem hospitalizados, o que hoje seriam pacientes epilépticos, com déficit cognitivo.

## Atualidade
Hoje o Bethlem Royal Hospital faz parte do sul de Londres e oferece serviços em saúde mental e abuso de substâncias.